# Jonah Lehrer
Pour les articles homonymes, voir Lehrer.
Jonah Lehrer (né en 1981 à Los Angeles) est un auteur et vulgarisateur américain. Il écrit sur des sujets tels la psychologie, les neurosciences ainsi que la relation entre les sciences et les lettres. Il a travaillé plusieurs années comme assistant de recherche à l'Université Columbia.

## Biographie
Après avoir été diplômé de l'Université Columbia, Lehrer étudie à l'université d'Oxford grâce à une bourse Rhodes. Il est conseiller de rédaction pour les magazines Wired, Scientific American Mind (en), National Public Radio's et Radiolab. Il écrit pour The New Yorker, Nature, Seed (en), The Washington Post et The Boston Globe. Il anime également des capsules d'informations à l'émission Brink de la chaîne télévisuelle Science Channel. Jonah Lehrer a démissionné du New Yorker en août 2012 à la suite de la découverte par un journaliste de The Tablet de citations inventées dans son ouvrage Imagine. Quelques semaines plus tôt, il avait reconnu avoir recyclé ses propres articles pour alimenter les contributions de son blog hébergé par The New Yorker. Tous ses articles sont désormais précédés d'une note de l'éditeur qui présente ses excuses pour la duplication de texte.

## Œuvre
Jonah Lehrer est l'auteur de trois livres : Proust Was a Neuroscientist (2007), How We Decide (2009) et Imagine: how creativity works (2012).
Dans son premier livre, Proust Was a Neuroscientist, Lehrer prône une relation intime entre la science et les lettres. Il affirme notamment que plusieurs découvertes des neurosciences sont en fait des redécouvertes de travaux déjà effectués par divers artistes, dont Marcel Proust.
Dans How We Decide, Lehrer affirme que la prise de décision est influencée par deux principales parties du cerveau, la rationnelle et l'émotionnelle.
Imagine, publié en mars 2012, a connu un certain succès (200 000 exemplaires vendus en 4 mois) jusqu'à ce que l'auteur ait avoué en août 2012 avoir menti et inventé des citations de Bob Dylan. La diffusion de l'ouvrage a été immédiatement stoppée par son éditeur.